# Cardenasiodendron brachypterum
Cardenasiodendron  es un género de plantas,  perteneciente a la familia de las anacardiáceas. Su única especie: Cardenasiodendron brachypterum (Loes.) F.A.Barkley, es originaria de Bolivia.

## Taxonomía
Cardenasiodendron brachypterum fue descrita por (Loes.) F.A.Barkley y publicado en Lloydia 17: 242, en el año 1954.
Sinonimia
- Loxopterygium brachypterum Loes.[3]